# Диоцез Киева
Диоцез Киева (пол. Diecezja kijowska) — диоцез католической церкви латинского обряда, созданный в 1397 году в Киеве киевским воеводой Иваном Ольгимундовичем Гольшанским.
Первыми киевскими епископами-миссионерами были доминиканцы в XIV веке:
- Хенрик[пол.] (до 1321 года),
- Якуб (до 1371 года),
- Николай[пол.] (до 1383 года),
- Боржислав.

Анджей был первым епископом киевского диоцеза в 1397 году. До 1405 года польский король Владислав II Ягелло пожаловал епископство и построил в Киеве Латинский собор.
В состав Киевской епархии входили Киевское княжество, Северское княжество, Черниговское княжество и Смоленское княжество (Смоленские земли отпали от Киевской епархии в 1636 году, когда была создана Смоленская епархия). Центром епископского владения был город Фастов, где киевские епископы построили свою резиденцию и постоянно пребывали в ней со времён епископа Кшиштофа Казимирского.
После разрушения Латинского собора в Киеве войсками Богдана Хмельницкого епархия впала в кризис и была ограничена Киевской областью на правом берегу Днепра. Капитул собора собирался в Люблине или в Сокале. Ситуация улучшилась после Прутского договора 1711 года, по которому Россия отказалась от претензий на правобережную Украину, когда обезлюдевшие территории стали заселяться населением Малой Польши и Мазовии.
После отпадения Киева от Речи Посполитой в 1686 году епископ Ян Самуил Ожга обновил епархию и перенёс епископскую столицу в Житомир, где в 1724 году построил новый собор (кирпичный с 1740 года). Он также переместил туда капитул. Епископ также разделил епархию на три благочиния с резиденциями в Житомире, Овруче и Фастове. Кароль Орловский, святитель, архидиакон Киевский, издал во Львове в 1748 году произведение: «Оборона Киевского епископства и епархии».
В 1619 году в диоцезе было 19 приходов, в 1724 г. — 21 приход, в 1772 г. — 31 приход, в 1793 году — 43 прихода. Он также подчинялся Черниговскому архидиаконству. В конце XVIII века в Киевской епархии насчитывалось 38 католических храмов и общественных часовен (21 церковная, 12 в ведении епархиальных священников и 5 филиалов церквей и общественных часовен).
В 1798 году диоцез был объединён с частью Луцкого диоцеза и образовал Луцко-Житомирский диоцез. В настоящее время его продолжателем является Киевско-Житомирский диоцез.